# Житомирська дієцезія
Житомирська дієцезія (лат. Dioecesis Zytomeriensis) — дієцезія римо-католицької церкви, була заснована у 1798 в результаті ліквідації Київської дієцезії.
З'єднана aeque principaliter з Луцькою, тому іноді називалася Луцько-Житомирською. У 1795 році в результаті Третього поділу Речі Посполитої Луцьк увійшов до складу Російської імперії. Катерина II провела реорганізацію латинських єпархій на придбаних землях. Луцьк став центром Луцько-Житомирської дієцезії, до його складу увійшли території скасованих Київської та Житомирської дієцезій.
Належала до Могилівської митрополії. У 1925 році Луцько-Житомирська дієцезія була поділена на Луцьку і Житомирську, у зв'язку з тим, після закінчення радянсько-польської війни Луцьк опинився у складі Польщі, а Житомир у радянській Україні. У вересні 1939 року Луцьк було приєднано до СРСР. Припинила діяльність під радянською владою, була відроджена у 1991 році в незалежній Україні. З 1998 це Києво-Житомирська дієцезія.

## Єпископи Луцько-Житомирській дієцезії
За період з 1795 по 1914 рр. у Луцько-Житомирській дієцезії змінилося сім єпископів: 
- Каспер-Казимир Цецішевський (1798-1828),
- Михайло Півницький (1831-1845),
- Каспер Боровський (1848-1883),
- Симон-Мартин Козловський (1883-1891),
- Кирило Любовідзький (1897-1898),
- Болєслав-Єроним Клопотовський (1899-1901),
- Кароль-Антоній Недзялковський (1901-1911).

## За Речі Посполитої
До поділів Речі Посполитої до Луцької дієцезії входили парафії майже всієї Волині, Підляшшя, Брацлавщини і Полісся, які утворювали 14 деканатів (церковно-адміністративних одиниць, що об’єднували парафії на певній території дієцезії).

## За Російської імперії у XVIII сторіччі
У роки поділів Речі Посполитої (1772-1795) організація католицької церкви зазнала значних адміністративно-територіальних змін. 6 (17) вересня 1795 року указом Катерини ІІ було ліквідовано серед інших Луцьку дієцезію, на зміну якій з’явилась Пінська. До її складу ввійшли Волинська та Мінська губернії. Очолив новостворену дієцезію київський єпископ Цецішевський.
Політика імператриці Катерини ІІ стосовно католицької церкви базувалася на таких засадах: 
- духовенство не повинно було підкорятися ніякій владі, що знаходилася поза кордонами імперії,
- перебування іноземного духовенства на території Російської імперії заборонялося,
- духовенство, яке не присягло на вірність цариці, позбавлялося духовного сану.

Жорстка політика царської влади щодо католицької церкви змінилася після смерті Катерини ІІ. Її наступник на троні Павло І запросив до Петербурга останнього апостольського нунція в Польщі Лаврентія Літту для здійснення реорганізації римо-католицької церкви в Росії. Після низки узгоджень із владою у 1798 році відбувається новий розподіл дієцезій: було створено шість нових дієцезій і серед них – Луцько-Житомирську. Єпископом Луцько-Житомирської дієцезії залишається Каспер-Казимир Цецішевський.
Перший Луцько-Житомирський єпископ Каспер-Казимир Цецішевський одразу після утворення цієї нової дієцезії перейшов до Луцька.

## За Російської імперії у XIX-ХХ сторіччі
Єпископ Михайло Півницький свою резиденцію разом із консисторєю і семінарією мусив перенести до Житомира. Після смерті єпископа М. Півницького почалися довгі перерви в наступництві луцько-житомирських пасторів, які навмисне викликала царська влада, щоб ще більше послабити римо-католицьку церкву на Волині. Перша вакансія тривала три роки.
Наступна вакансія продовжувалася п’ять років, після того, як луцько-житомирський єпископ Симон-Мартин Козловський був призначений могилівським архієпископом у 1892 році. Його наступник єпископ Кирило Любовідзький недовго керував справами дієцезії (1897-1898 рр.), після його смерті дієцезія два роки була без єпископа. З 1911 по 1916 рр. Луцько-Житомирська дієцезія знову залишилася без керівника.
Структура дієцезій і деканальна сітка, змінені та розбудовані на межі XVIII–XIX ст., залишилися без особливих змін аж допочатку ХХ ст.

### Деканати
Незважаючи на важке становище римо-католицької церкви, кількість деканатів у Луцько-Житомирській дієцезії в основному залишалася незмінною, коливалася в межах 12-14. Лише після підписання конкордату Росії з Папою (із серпня 1847 р.) сталися певні територіальні зміни в дієцезії: вона розширилася за рахунок деканатів, що були в Київській губернії, ординатором став Каспер Боровський (1848-1883), із цього часу дієцезія складається із 17 деканатів і близько 170 парафій.
Нове поповнення Луцько-Житомирській дієцезії відбувається у 1866 р. після приєднання до неї деканатів Кам’янецької дієцезії. Утворення деканатів залежало від дієцезіального єпископа, а межі деканатів повинні були співпадати з межами повітів. Наприклад, межі Луцького деканату збігалися з межами Луцького повіту.
До структури Луцько-Житомирській дієцезії в різні часи входили римсько-католицькі деканати:
- Житомирський деканат,
- Заславський деканат,
- Звенигородсько-Уманський деканат,
- Київський деканат,
- Липовецько-Бердичівський деканат,
- Новоград-Волинський деканат,
- Овруцький деканат,
- Радомишльський деканат,
- Рівненський деканат,
- Сквирський деканат,
- Таращанський деканат,
- Черкасько-Чигиринсько-Звенигородський деканат
- Черняхівський деканат.

### Парафії
Що ж до парафіяльної сітки, то вона не відрізнялась якимись бурхливими процесами. Створення нових парафій повністю залежало від рішення царської влади, яка всіма засобами намагалася гальмувати процес утворення нових осередків римо-католицької віри.
Якщо не було можливості заборонити створення нової парафії, то царський уряд швидше погоджувався на створення філії парафіяльного костьолу, або дозволяв відкрити каплицю, внаслідок чого при досить стабільному розвитку парафіяльної сітки помітне збільшення кількості каплиць, які повинні були задовольняти душпастирські потреби. 14 липня 1819 р. було прийнято указ про будівництво костьолів лише у тих місцях, де була достатня кількість парафіян, не менше 400 осіб чоловічої статі. У костьолах та каплицях побудованих самовільно, не призначалися ксьондзи, а їх приписували до парафіяльних костьолів.
Така політика, хоч і не так інтенсивно проводилась і у 40-50-х роках. Наприклад, у 1847 р. у Луцько-Житомирській дієцезії було 257 каплиць, де здійснювалися богослужіння в певні дні, визначені для цього духовною колегією. У 1870 р. у дієцезії вже було 596 каплиць. Зменшення кількості каплиць простежується вже лише у кінці ХІХ – на початку ХХ ст (див. табл. 1).
Таблиця 1. Кількість парафій, філій та каплиць у Луцько-Житомирській дієцезії (1827-1914 рр.)
|                      | 1827 р. | 1846 р. | 1850 р. | 1870 р. | 1892 р. | 1907 р. | 1914 р. |
| Парафіяльні костьоли | 81      | 113     | 164     | 257     | 245     | 243     | 254     |
| Філії                | 2       | 12      | 16      | 56      | 52      | 61      | 46      |
| Каплиці              | 0       | 259     | 370     | 595     | 359     | 323     | 333     |

Кількість парафій у кожному деканаті не була однаковою і сталою, оскільки вона залежала від кількості костьолів.
У 1843 році усі римо-католицькі парафії були поділені на п’ять класів, для утриманя духовенства виділено штати. У 1847 році у Луцько-Житомирській дієцезії було: 1 костел першого класу в Луцьку, що отримував 600 крб. сріблом у рік; 4 костьоли другого класу в Ковелі, Новоград-Волинську, Корці та Полонці з утриманням 500 крб. сріблом, 20 костьолів третього класу, які отримували 400 крб.; 33 костьоли четвертого класу, на які припало по 275 крб.; та 43 костьоли п’ятого класу, що повинні були розраховувати свої видатки на суму у 230 крб. на рік.
Під час ліквідації парафій кошти, які виділялися на їх утримання, розділялися між іншими парафіями, а при створенні нових відбувався перехід існуючих парафій у нижчі класи, зі зменшенням кількості грошей на їх утримання.

### Священики
Кількість священників у Луцько-Житомирській дієцезії також не була сталою і визначалася, передусім, ставленням влади до поляків-католиків (див. табл. 2).
Таблиця 2. Кількість римо-католицького духовенства у Луцько-Житомирській дієцезії (1827-1914 рр.)
|                                         | 1827 р. | 1846 р. | 1850 р. | 1870 р. | 1892 р. | 1907 р. | 1914 р. |
| Парафіяльні адміністратори              | 81      | 91      | 131     | 242     | 216     | 225     | 240     |
| Вікарії, вівтаристи, філіалісти та інші | 40      | 66      | 83      | 103     | 30      | 34      | 46      |

Були періоди, коли російський уряд проводив цілеспрямовану політику на знищення, усунення від посад католицьких священників, особливо після поразки польських повстань 1830-1831 рр. та 1863 рр. Цей же період відзначається процесом закриття великої кількості костьолів та монастирів.

### Віруючі
Важливим видом діяльності парафіяльного духовенства був облік віруючих. У спеціальних книгах щорічно зазначалася кількість новонароджених, померлих, хрещених, щеплених від віспи, одружених, розведених, тих хто посповідався та прийняв причастя, старих людей, яким більше 90 років, та ін. Наприклад:
у 1862 році у Волинській губернії проживало 174 994 римо-католики;
народилося протягом цього року 6 669 дітей, з них незаконороджених – 315;
померло – 4613;
одружились – 1947;
вибуло з католицької церкви в православну – 89 [12, 21].
Парафіяльне духовенство було наділено функціями контролю: воно повинно було слідкувати, щоб віруючі регулярно ходили до костьолу, сповідалися та причащалися.
Потрібно відзначити постійне зростання кількості римо-католиків у Луцько-Житомирській дієцезії. Група католицького населення становила десяту частину серед інших віросповідувань (див. табл. 3).
Таблиця 3. Кількість жителів Волинської губернії за віросповідуванням
|             | 1863 р.   | 1912 р.   |
| Православні | 1 171 356 | 2 698 377 |
| Католики    | 172 266   | 348 485   |
| Протестанти | 2 202     | 189 007   |
| Євреї       | 175 833   | 548 176   |
| Караїми     | 253       | 326       |
| Магометяни  | 237       | 1004      |

Найбільша кількість римо-католиків порівняно з представниками інших конфесій проживала у Луцьку – третина всього населення. Причиною цього було те, що тут довгий час перебувала єпископська кафедра (з 1428 р.), єзуїтський колегіум та велика кількість монастирів, різних чернечих орденів. Серед повітів найбільша кількість римо-католиків проживала в Житомирському та Новоград-Волинському повітах, що було зумовлене становленням Житомира адміністративним центром губернії і переведенням до нього римо-католицької єпископської кафедри.
Отже, можна стверджувати, що, незважаючи на політичні, економічні та соціальні обставини, які склалися на Волині у період після поділів Речі Посполитої, римо-католицька віра залишалася однією з найпоширеніших на території губернії. Упродовж ХІХ ст. кількість римо-католицького духовенства та парафіян зросла. Що ж до католицьких монастирів на території Луцько-Житомирській дієцезії, то їх кількість суттєво зменшилася внаслідок польських повстань 1830-1831рр. та 1863 рр.

### Монастирі
3 грудня 1831 року Комітет у справах західних губерній затвердив правила ліквідації католицьких монастирів. Усі вони поділялися на три категорії:
ті, які брали безпосередню участь у повстані;
ті, які мали залежних селян-католиків;
ті, які не мали мінімальної кількості ченців згідно з канонічними правилами.
Згідно з цими правилами, на Волині було закрито 35 монастирів: Торговицький, Козинський, Каменекотерський, Чарторийський, Невірківський, Кульчинський, Старокостянтинівський домініканський, Шумбарський, Берестецький, Теофільпольський тринітарський, Чуднівський, Нарковицький, Янівецький, Кустинський бернардинські, Городиський, Дорогостайський, Лабунський, Киселінський, Олевський, Ушомирський, Топоржинський, Аннопольський кармелітів древніх правил, Володимирський, Устилузький, Острозький капуцинський, Нововишневецький кармелітів босих, Шумський, Кременецький, Дружкопольський, Корецький, Івницький францисканський, Затуржецький, Радзихівський, Коднянський августинський та Берездівський маріанів.
25 грудня 1841 р. було видано два інші царські укази про передачу в казну населених маєтків єпископату і монастирів та переведення їхніх селян у відання держави. Згідно з цими указами монастирі поділялися на штатні та нештатні, а штатні, у свою чергу, ще на три розряди, монахи переводилися на державний оклад. Залежно від розряду встановлювалися штати монастиря та розміри плати монахам.
Монастирям дозволялося тримати більшу кількість ченців, ніж це встановлювалося штатними єпископами, але ті, хто не значився в них, плати не отримували. До штату першорозрядного чоловічого монастиря входили 22 монахи, другорозрядного – 16, третьорозрядного – 13. Штат жіночого першорозрядного монастиря складався з 19 черниць, другорозрядного – із 16 і третьорозрядного – з 11 черниць. Із 1843 року усі монастирі були підпорядковані візитатору, представнику білого духовенства, якого вибирало єпархіальне керівництво.
У 1851 році прийнято закон про порядок поповнення штатних римо-католицьких монастирів ченцями за рахунок заштатних і про ліквідацію тих монастирів, в яких було менше ніж 8 ченці. Заштатні монастирі зачинялися, коли у них зоставалося менше ніж 8 монахів, а прийом нових не допускався. Коли ж з’являлися вакансії у штатних монастирях, то туди переводилися монахи із заштатних. Це призвело до ще більшого зменшення кількості монастирів у Луцько-Житомирській дієцезії.
Якщо у 1866 році у ній було 8 чоловічих монастирів (Бердичівський, Межиріч-Острожський, Заславський, Дедеркальський, Старокостянтинівський, Ходорківський, Дубенський та Луцький жіночий (бригіток)), то в 1883 році залишилося 6 монастирів (Заславський бернардинський, Дедеркальський реформатський, Старокостянтинівський, Ходорківський і Вінницький капуцинський жіночий кармелітський монастир), а в 1887 році лише три монастирі – Заславський, Вінницький та Дубенський. На початку ХХ ст. у дієцезії чинним був лише один Заславський бернардинський монастир.
Якщо ж говорити про кількість чернечого римо-католицького духовенства, то варто зазначити, що спостерігається постійне зменшення кількості ченців. Наприклад, у 1803 році у Луцько-Житомирській дієцезії було 388 ченців та 45 черниць; у 1883 році в дієцезії нараховувалося 56 ченців у монастирях губернії та 14 ченців, які не мали монастирів свого ордену і були при різних костьолах дієцезії, а також 8 черниць – кармеліток Дубенського монастиря та 4 черниці – домініканки, котрі були зараховані до цього монастиря. У 1914 році у Заславському бернардинському монастирі перебувало 3 ченці, 2 ієреї, які проживали у монастирі. Всього в Луцько-Житомирській дієцезії ще було 7 ченців, які не мали монастирів свого ордену у дієцезії (див. табл. 4).
Таблиця 4. Монастирі Луцько-Житомирської дієцезії (1846-1914 рр.)
|                 | 1827 р. | 1850 р. | 1870 р. | 1907 р. | 1914 р. |
| Чоловічі Штатні | 5       | 7       | 5       | 1       | 1       |
| Ченці           | 76      | 80      | 53      | 10      | 12      |
| Заштатні        | 10      | 5       |         |         |         |
| Ченців          | 93      | 70      |         |         |         |
| Жіночі Штатні   | 1       | 1       | 1       |         |         |
| Черниць         | 14      | 11      | 9       |         |         |
| Заштатні        | 2       | 3       | 1       |         |         |
| Черниць         | 31      | 39      | 11      |         |         |

## Вплив політики Російської імперії на устрій РКЦ
Католицтво було пануючим віросповідданям у Речі Посполитій, але із входженням її земель до складу Російської імперії вважалося терпимим. Царський уряд змушений рахуватися з магнатами та поміщиками цієї території, які в основному були католиками, з католицьким духовенством, яке при своїх костьолах та монастирях займалося вихованням молоді.
Відносини уряду з католицизмом складалися по-різному, то вони були досить спокійними – як у часи Катерини ІІ та Павла І, то досить напруженими – при Миколі І, що було викликано участю католицького духовенства у повстанні 1830-1831 років і самовільним переходом частини уніатів у католицизм. Після придушеня повстання 1863 р. політика царизму стає ще більш жорсткішою стосовно римо-католицького духовенства.
Всі ці події не могли не позначитися на територіально-адміністративному устрої римо-католицької церкви. Незважаючи на те, що наприкінці XVIII на початку ХХ ст. структура римо-католицької церкви на Волині в основному зберігалася така ж, як і в минулі часи, але у зв’язку з тим, що після поділів Речі Посполитої перед російським урядом постала проблема включення Правобережної України, і у тому числі й Волині, в систему єдиної імперської держави, починається наступ на римо-католицизм.
Встановлюється самовільний територіальний та адміністративний поділ, церква перетворюється на державне відомство, усі сфери її діяльності регламентуються державними законами, ведеться цілеспрямована політика на зменшення впливу римо-католицької церкви в житті краю, на її знищення як такої.